# Never Wave at a WAC
Never Wave at a WAC is een Amerikaanse filmkomedie uit 1953 onder regie van Norman Z. McLeod. Destijds werd de film in Nederland uitgebracht onder de titel Mevrouw is recruut.

## Verhaal
Een gescheiden dame van stand neemt dienst in het Amerikaanse leger. Op die manier hoopt ze haar nieuwe vriend vaker te zien. Ook haar ex-man werkt voor het leger. Ze komt daardoor al gauw in de problemen.

## Rolverdeling
| Acteur             | Personage                          |
| ------------------ | ---------------------------------- |
| Rosalind Russell   | Jo McBain                          |
| Paul Douglas       | Andrew McBain                      |
| Marie Wilson       | Clara Schneiderman / Danger O'Dowd |
| William Ching      | Luitenant-kolonel Sky Fairchild    |
| Arleen Whelan      | Sergeant Toni Wayne                |
| Leif Erickson      | Sergeant Noisy Jackson             |
| Hillary Brooke     | Luitenant Phyllis Turnbull         |
| Charles Dingle     | Senator Tom Reynolds               |
| Lurene Tuttle      | Kapitein Murchinson                |
| Regis Toomey       | Generaal Ned Prager                |
| Frieda Inescort    | Lily Mae Gorham                    |
| Louise Beavers     | Artamesa                           |
| Omar N. Bradley    | Generaal Omar Bradley              |
| Vince Townsend jr. | Henry                              |